# 第三代约克公爵约克的理查
第三代約克公爵约克的理查，KG，又称理查·金雀花（1411年9月22日—1460年12月30日），英格兰领衔贵族巨头，论父系是爱德华三世的曾孙，论母系是爱德华三世的五世孙。他继承了大量的产业，在百年战争后期在法国担任过各种各样的公职，英格兰国王亨利六世精神異常时成为攝政的护国公。
他和亨利六世王后安茹的玛格丽特及其他王族成员的矛盾，及他本人争位的極大野心，是15世纪中期英格兰政治剧变的主要因素，也是玫瑰战争的主要原因。理查最终试图夺取王位但被劝止，尽管他成为了攝政的护国公。他在此后数周即战死。他的两个儿子后来分别成为英格兰国王爱德华四世和理查三世。

## 身世

第三代约克公爵约克的理查的纹章：第一和四部分：英格兰皇家纹章在最上，一个标签上有三个点，每个点上有三个圆环（其祖父第一代约克公爵兰利的埃德蒙的纹章），第二部分: 卡斯蒂利亚和莱昂，第三部分：莫蒂默和伯格家族，肯特伯爵霍兰的装饰框在最上

约克的理查是第三代剑桥伯爵理查与安妮·莫蒂默之子，生于1411年9月22日。他的父母都是先王爱德华三世（1312年—1377年）的后裔：父亲是爱德华三世成活的第四子约克王朝始祖兰利的埃德蒙之子，母亲是第四代边疆伯爵罗杰·莫蒂默和埃莉诺·霍兰的女儿，即爱德华三世第二个长大成人的儿子安特卫普的莱奥内尔的外孙的女儿。1425年安妮无嗣的弟弟第五代边疆伯爵埃德蒙·莫蒂默去世后，理查的出身使他有了在英格兰法律下有争议的比源自爱德华三世第三子冈特的约翰的后裔的兰开斯特王朝更为优先的王位继承权。
理查只有一个姐姐伊莎贝尔。理查的母亲安妮·莫蒂默在他出生时或之后不久去世，父亲剑桥伯爵则因反对兰开斯特国王亨利五世的南安普顿阴谋于1415年被斩首。理查丧父后才几个月，理查无嗣的伯父第二代约克公爵诺里奇的爱德华在1415年10月25日于阿让库尔战役中被杀。理查因此继承其爵位和领地，成为第三代约克公爵。理查的舅父第五代边疆伯爵埃德蒙·莫蒂默于1425年1月18日死后，莫蒂默家族较低的爵位和更大的土地及其王位继承权也传给了理查。
因是爱德华三世的一般继承人，理查已有英格兰王位的强宣称权，同时又是爱德华三世的男系后裔。在继承了庞大的莫蒂默地产后，他也成为了英格兰最富有和有权的贵族，仅次于国王本人。有记载显示理查单1443—1444年从威尔士和边疆领地得到的净收入就有3,430英镑（约相当于现在的350,000英镑）。

## 成长
剑桥伯爵死后，理查成为王室的被监护人。因他是孤儿，他的财产由王室官员打理。尽管其父反叛国王，其激起争端的世系又曾被兰开斯特王朝的敌人用作旗帜，但理查被允许在没有任何法律约束的情况下继承家族财产。他作为约克公爵的可观地产意味着他的监护权是王室的一项贵重礼物，1423年12月，它被卖给了第一代西摩兰伯爵拉尔夫·内维尔。
理查的早年生活几无记载。作为王室被监护人，1416年他被置于兰开斯特王朝管家罗伯特·沃特顿监护下，低调地生活至1423年。随后他作为西摩兰伯爵的被监护人，在内维尔家族的家被抚养成人。伯爵有一个大家庭，有很多需要丈夫的女儿，并按自己的权利将年轻的理查和女儿塞西莉·内维尔（1415年—1495年）订婚。这一婚事在1429年10月兑现，使理查与英格兰很多上层官僚结亲，其中多是内维尔家族的姻亲。1425年10月拉尔夫·内维尔死时，他将理查的监护权交给遗孀琼·博福特。这时因为理查已经在边疆伯爵死后继承了广大的莫蒂默家族地产，其监护权更有价值了。
因是孤儿，理查的收入成为王室财产并由王室打理。尽管其伯父约克公爵的很多土地只被许可为他一人或其男嗣所有，其余在林肯郡、北安普敦郡、约克郡、威尔特郡和格洛斯特郡的土地也是可观的。如此一个孤儿的监护权成为王室一项有价值的奖赏，1417年10月，第一代西摩兰伯爵拉尔夫·内维尔承担了抚养孤儿理查的重任，罗伯特·沃特顿成为理查的保镖。拉尔夫有过两位妻子，他的23个子女中的20个长大成人。1424年，拉尔夫做主让理查和他9岁的女儿塞西莉·内维尔订婚。
此后不数年，理查被越来越拖近年轻国王周围的圈子。1426年5月19日，他在莱斯特被亨利五世的弟弟贝德福德公爵约翰封为骑士。他出席1429年11月6日亨利六世在威斯敏斯特大教堂的加冕典礼，1430年1月20日在史密斯菲尔德在国王面前为一场决斗中担任英格兰管家。1431年，理查又随亨利六世去法国，参加后者在巴黎圣母院加冕为法国国王的典礼。最后，1432年5月12日，理查行使继承权，完全控制了自己的领地。1433年4月22日，理查获嘉德勋章。

## 法兰西的战事
理查成年后，在法兰西发生的事将把他与正在进行的百年战争联系起来。1434年春，理查参加了威斯敏斯特意在协调国王的两位叔父摄政政府的两位首脑贝德福德和格洛斯特关于法国战事的分歧的大国会会议。亨利五世在法国的政府不能永久维持，因英格兰需要征服更多领地确保法国永久服从或割地求和。在亨利六世年幼时，他的摄政委员会趁法国弱势及与勃艮第结盟之机增加了英占区，但在1435年的阿拉和约后，勃艮第不再承认英王对法王位的宣称。
1436年5月，贝德福德死后数月，理查被任命继任为在法英军的统帅。他的任命是贝德福德死后采取的一系列权宜之计之一，目的是在年轻的亨利六世国王能够实施个人统治前试图保留法国的财产。由于任期分歧，他实际上的赴任被推迟了。理查没有得到贝德福德享有的“摄政”同等的权力，而是被迫接受一个较低的“总督将军”角色，据此他不能任命主要的财政和军事官员。
1436年6月7日，理查在翁弗勒尔登陆法兰西。这是公爵第一次统军。他最初的目的地巴黎的陷落使得他的军队改变方向到鲁昂。在和贝德福德手下的将领共事时，理查取得了一些成功，收复诺曼底的很多失地，在诺曼底公国建立了良好公正的秩序。这些军事行动主要由当时领衔的英格兰将军塔尔博特领主实施，但理查也在阻止和逆转法军进军时起到作用，收复霏崗和科斯的佩的一些城镇。
但是，随着他需要从自己的地产中取钱来应对军费和其他支出，他不满足于自己被任命的任期。他的任期仍然被延长到最初的12个月以外，直到1437年11月他的继任者沃里克伯爵到来才回英格兰。尽管理查贵为这个王国的领衔贵族之一，但他回来后并没有被包含在亨利六世的国会。

## 再赴法兰西
1440年和谈失败后，亨利六世再次起用理查。7月2日，理查官复原职，再任法国总督，其权力和先前贝德福德在世时相同。此时，理查仍如1437年那样可倚仗贝德福德的旧部，如約翰·法斯特爾夫、威廉·奥尔道尔爵士和威廉·托马斯爵士。他被许诺得到一笔20,000英镑的年金以支持他的职位。公爵夫人塞西莉陪他到诺曼底陪伴他，他的孩子爱德华、埃德蒙和伊丽莎白都在鲁昂出生。
1441年，理查到达法兰西，迅速沿着塞纳河向正被法军围攻的蓬图瓦兹移动。虽然理查未能将法军带到战场，但他和塔尔博特勋爵在这一堪称其军事生涯的亮点的战事中在塞讷河和瓦兹河附近的几个河流交叉口领导了一场精彩的战役，几乎追击对方到巴黎的城墙边。最后，因1441年9月法军奇袭夺取蓬图瓦兹，理查所有的努力都徒劳了。这将是理查第二次总督任内唯一的军事行动。
1442年，理查继续在诺曼底坚守阵地。1443年4月23日，他和勃艮第公爵夫人伊莎贝尔在第戎签署和约，立下了英格兰和勃艮第之间的无限期休战。资助战争正在成为一个越来越大的问题：尽管他在1441—1442年间领取了20,000英镑的年金，他却没再从英格兰得到任何东西直至1444年2月。
但是，在1443年，亨利六世安排新封的索默塞特公爵约翰·博福特统领一支8,000人的军队，起初意在解加斯科尼之围。这正是理查正在努力守住诺曼底边界的时候，这使得他失去了急需的人力和资源。不仅如此，而且索默塞特的任命可能使理查感到他自己作为整个兰开斯特法国的实际摄政者的角色已经被减弱为诺曼底总督。英格兰在诺曼底建立的机构对这一措施表示强烈反对，但理查派遣抗议这一决定的代表团未获成功。索默塞特公爵的军事行动本身也自取其辱：他的举动使得英格兰与布列塔尼和阿朗松两位公爵发生了争执，扰乱了理查（在1442-1443年进行的）试图让英格兰与法国贵族结盟的企图。索默塞特的军队一无所获，最终返回诺曼底，索默塞特在那里死于1444年。这可能是理查对博福特家族怀有仇恨的开始，这种仇恨后来将演变成内战。
这时英格兰的政策转回到与法和谈（或至少达成一个和约），故理查在法国余下的时间都花在日常管理和国内事务上。1445年3月18日，理查在蓬图瓦兹会见了为亨利六世准备的新娘安茹的玛格丽特。

## 1450年前的政治角色
1445年理查最终回到英格兰后，在英格兰政界表面保持低调。亨利六世国王看起来不情愿任用1437年11月摄政结束后未被受邀进入第一届王室国会的他。
1445年10月20日，理查在法国的五年任期结束后返回英格兰。他肯定曾对续任有合理的期望。然而，他已经与反对亨利六世对法国的政策的诺曼底的英格兰人有了联系，其中一些人跟随他来到了英格兰（例如威廉·奥尔德霍尔爵士和安德鲁·奥加德爵士）。最后（1446年12月24日），总督一职属于继任了兄长约翰的第二代索默塞特公爵埃德蒙·博福特。1446年和1447年，理查参加了亨利六世的国会和议会的会议，但他的大部分时间都花在了威尔士边界上的地产管理上。
理查对国会作为对法休战和为亨利迎娶法国新娘的延伸放弃法国曼恩省的态度一定促成了他在1447年7月30日被任命为爱尔兰总督。从某种意义上说，这是一个合乎逻辑的任命，因为理查也是北爱尔兰伯爵，在爱尔兰有可观的地产，但这也是一种让他离开英格兰和法国的捷径。他的任期为十年，这期间他不用考虑担任任何其他高级职务。
因为处理琐事，理查在1449年6月之前一直在英格兰，但他终究前去爱尔兰赴任了，带着怀孕的夫人塞西莉和大约600人的军队。这意味着他在爱尔兰停留了一段时间。但理查声称缺少资金来维持英格兰的财产，决定回到英格兰。这时理查的财政似乎出了问题，在1440年代中期他已经欠下王室38,666英镑，（相当于现在的£30,800,000英镑），他从地产上得到的收入也在减少。

## 成为反对派首领（1450-1453）

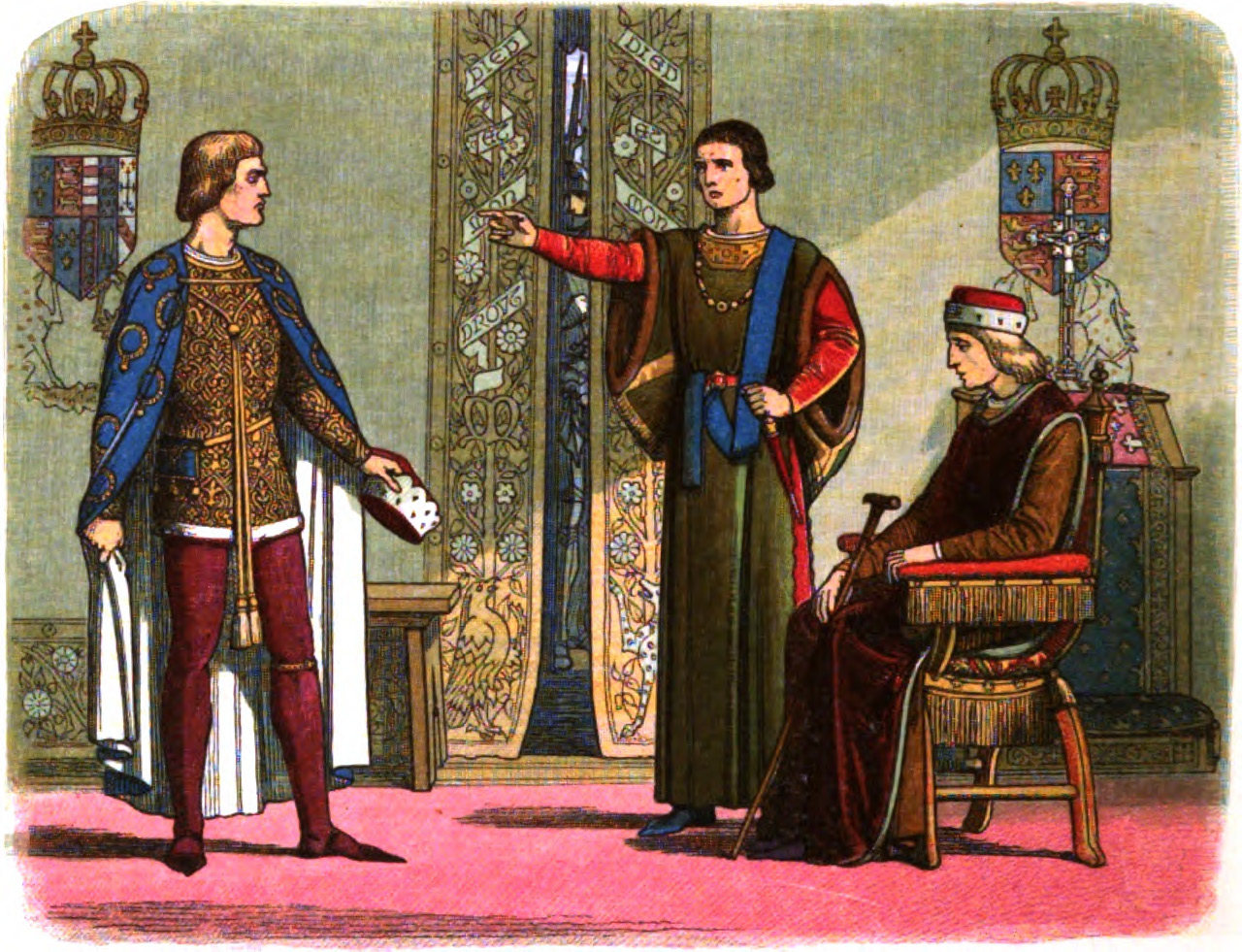
亨利六世（右）坐着，同时约克公爵（左）和索默塞特公爵（中）正在争执。

1450年，英格兰王室过去10年的各种失败终于激起了政治的动荡。1月，掌玺大臣和奇切斯特主教亚当·莫林斯死于私刑。5月，国王的首席顾问第一代萨福克公爵威廉·德拉波尔在流放途中被杀。下院要求国王收回赏赐给宠臣的大量土地和金钱。
6月，肯特和苏塞克斯发生了化名为莫蒂默的杰克·凯德领导的叛乱，叛军控制了伦敦，杀死了财务大臣第一代塞耶和西尔男爵约翰·芬恩斯。8月，诺曼底的最后几个镇也落入法国手中，难民纷纷涌回英格兰。
9月7日，理查在博马里斯登陆。他避开了亨利对他回英格兰的干涉，沿途召集了他的追随者们，于27日到达伦敦。在一次和国王的无果甚至可能暴力的会面后，理查继续在东盎格利亚和英格兰西部募兵。由于伦敦的暴力事件，在诺曼底失守后回国的索默塞特被关进伦敦塔以保证人身安全。12月，议会选举理查的管家威廉·奥尔道尔爵士为议长。
理查以一个改革者的姿态展现在公众面前，要求改良政府，审判失去法国北部的叛国者。从理查的后续行动来看，理查可能还有一个隐藏动机——推翻已被从伦敦塔释放的索默塞特。理查的手下对将成为议会攻击的焦点的索默塞特公爵的财产和仆人制造了数次攻击。理查和他的盟友诺福克公爵于11月带着庞大而有威慑性的随从到伦敦。伦敦暴徒被动员起来向议会本身施加压力。但虽然被授予在特伦特南面森林的司法权，理查在议会和家臣以外缺乏真正的支持。1451年4月，索默塞特被从伦敦塔释放及任为加来将军。当理查的顾问之一布里斯托尔下院议员托马斯·扬提出理查应该成为王储，就被送入伦敦塔，议会也被解散。亨利六世被迫进行迟来的意图恢复公共秩序和改善王室金融的改革。理查因缺乏政治权力而受挫，退居卢德洛。
1452年，理查再次谋求权力，但没有要求王位。他坚决表示自己的忠诚，意在被结婚七年还没有生育的亨利六世确立为王储，及试图彻底打垮因是博福特后裔而使亨利六世可能更希望确立为王储的索默塞特。在从卢德洛进军的路上，理查召集部下，抵达伦敦，但城门却被亨利六世下令关闭，不让他进城。在肯特的达特福德，理查的军队占优，但只得到德文伯爵和科巴姆勋爵2个贵族的支持，理查被迫和亨利和解。他被准许向国王吐露对索默塞特的不满，但随后即被带到伦敦，在为期2周的实际软禁后，理查被迫在圣保罗教堂宣誓效忠。

## 护国公（1453-1455）
1453年夏天，理查似乎在权力角逐中败下阵来。亨利六世开始了一系列司法措施，惩罚跟随理查前往达特福德的家臣。王后安茹的玛格丽特已经怀孕，即使流产，新封的里奇蒙伯爵埃德蒙·都铎和约翰·博福特的女儿玛格丽特·博福特的婚姻也为王位继承提供了另一种可能。7月，理查失去了爱尔兰总督和特伦特南面森林司法全部两个职位。
8月，亨利六世精神崩溃，这也许是英军在卡斯蒂永战役中在加斯科尼战败的消息导致的，这场败仗使英军被逐出法国。他变得完全迟钝，不能说话，只能被人从一个房间领到另一个房间。国会认为这只是暂时，所以试图继续运行。但最终他们不得不承认他们要做些什么。10月，成立大国会的邀请被签署。尽管索默塞特试图排挤，理查作为王国的第一公爵仍然被列入其中。索默塞特的恐惧在11月得到了全面的证实，他被投入伦敦塔。
1454年3月22日，宰相约翰·肯普主教去世，使得国王名义下的宪法治国无以为继。亨利不能被诱导回应任何关于由谁替代肯普的建议。尽管玛格丽特王后反对，理查仍然在3月27日被任命为护国公和首席议员。理查任命内兄第五代索尔斯伯里伯爵理查·内维尔为财政大臣，这是很重要的一项任命。1453年亨利恢复神智期间，他曾试图阻止贵族家庭之间的各种纠纷引起的暴力行为。这些纠纷逐渐围绕着长期存在的珀西-内维尔争端而极端化。对亨利不幸的是，索默塞特（因而国王亦然）站在珀西一边，这使得内维尔一家倒向了理查，理查第一次得到了来自一派贵族的支持。

## 对抗与善后（1455-1456）
史学家罗宾·斯托雷说：“如果亨利的失常是一个悲剧，他的康复将是国家的灾难”。1455年1月，恢复神智的亨利几乎一刻不停地推翻理查的所为。索默塞特被释放并再度得宠。理查被剥夺了加来将军（索默塞特重新获得了这个职位）和护国公的职位。索尔斯伯里也辞去财政大臣之职。5月21日，当在远离索默塞特在伦敦的政敌的莱斯特召开了大国会，理查、索尔斯伯里和后者的长子第十六代沃里克伯爵理查·内维尔感到了威胁。理查和他的内维尔家族姻亲在北方募兵，可能在威尔士边境也募了兵。当索默塞特意识到什么正在发生的时候，他已经没有时间组织大军勤王了。
理查率军到达莱斯特南方，因而阻断了前往大国会的通道。理查和国王之间关于如何处置索默塞特的争执终将由武力决定。5月22日，国王和索默塞特到达圣奥尔本斯，只带着一支匆忙组建、装备低劣的大约2000人的军队。理查、沃里克和索尔斯伯里已经带着一支更大、装备更精良的军队在那里了。更重要的是，至少一些士兵在英格兰和苏格兰边境不断的小冲突和威尔士人的偶尔叛乱中有战斗经验。
随后的第一次圣奥尔本斯战役简直不配称为战役。可能只有50人战死，但其中包括一些兰开斯特党的卓越领袖，如索默塞特本人、第二代诺森伯兰伯爵亨利·珀西和第八代克利福德男爵托马斯·克利福德。理查和内维尔家族因而成功消灭了敌人，尤其是理查俘虏了国王，这给了他恢复1453年失去的权位的机会。理查必须保证国王活着，否则，不但理查不能成为国王，而且英格兰将陷入年仅2岁的威尔士亲王威斯敏斯特的爱德华的幼主统治。由于理查在贵族中缺乏支持，他将不能支配玛格丽特王后领导的幼主国会。
在理查监护下，国王在理查和索尔斯伯里的骑行陪同下返回伦敦，沃里克手持王剑在前方开路。5月25日，亨利从理查手中接过显然是权力象征的王冠。理查自封为英格兰摄政，任命沃里克为加来将军。在理查在法国时的旧部、索尔斯伯里的胞弟福孔堡勋爵威廉·内维尔等一些贵族同意加入他领导的政府后，理查的地位得到巩固。
在夏天余下的日子里，理查把国王控制在赫特福德城堡或伦敦。7月，国王在伦敦重登王位。11月议会再度召开时，王位又空了，据报国王又病了。理查重登护国公之位，尽管他在1456年2月亨利六世恢复时还政，但亨利六世似乎愿意接受理查及其支持者在王国中扮演重要角色。
索尔斯伯里和沃里克继续担任议员，沃里克也被正式认可为加来将军。6月，理查被派往北方抵御苏格兰国王詹姆斯二世威胁性的入侵。但国王再次处于一位重要政客的控制之下，此人比萨福克或索默塞特更难被取代并且将在国王余下的任期中将其控制，她就是玛格丽特王后。

## 不稳定的和平（1456-1459）
尽管玛格丽特王后取代了萨福克和索默塞特曾经的地位，但她并不能主导局势。理查延长了自己爱尔兰总督的任期，并且继续参加国会。但1456年8月，王廷迁往王后领地中心的考文垂。理查的待遇现在决定于王后的观点有多强大。理查在三个前沿问题上受到质疑：他威胁到了年轻的威尔士亲王的继承权；他显然正在谈判让长子爱德华和勃艮第统治家族联姻；他作为内维尔家族的支持者介入了王国的一大麻烦——珀西/内维尔争端。
这时，内维尔家族也失势了。索尔斯伯里渐渐不参加国会。1457年，他的弟弟杜拉姆主教罗伯特·内维尔去世，新受任的主教是劳伦斯·布思。而布思是王后核心集团成员。珀西家族不仅在宫廷开始得宠，在苏格兰边境的权力斗争中也开始得势。
亨利对和解被圣奥尔本斯的杀戮所分裂的派系之间的尝试在1458年3月24日“爱日”达到了高潮。但相关的领主们早把伦敦变成了一个军营，他们在公开场合的友谊在仪式后似乎无从持续。

## 内战爆发（1459）
1459年6月，考文垂召开了一场大国会。理查、内维尔家族和其他一些贵族拒绝出席，担心上个月被命令集结的军队被召来逮捕他们。相反，理查和索尔斯伯里在根据地招兵买马，并在伍斯特和率加来军赶来的沃里克会师。11月，国会被召到考文垂召开，但理查和内维尔家族没有出现。这可能只会意味着他们将被控叛国。
理查和他的支持者们集结了他们的军队，但最初他们分散在全国各地。1459年9月23日，索尔斯伯里在布洛希思之役击败了兰开斯特军的一次伏击，同时他的儿子沃里克躲避了索默塞特公爵统领的另一支军队，随后他们都与理查合兵。10月11日，理查试图南下，但被迫前往卢德洛。10月12日，在卢德福德桥之战中，理查再次面对亨利，就像七年前他在达特福德一样。沃里克从加来带来的军队拒绝战斗，叛军逃散——约克逃到爱尔兰，沃里克、索尔斯伯里和理查的儿子爱德华到加来。理查的夫人塞西莉和他们的两个年轻儿子乔治和理查在卢德洛城堡被俘，关押在考文垂。

## 时来运转（1459-1460）
理查的逃脱为他带来了好处。他仍然是爱尔兰总督，而且试图撤换他的几次尝试都没有成功。爱尔兰议会支持理查，为他提供金钱和军队上的支持。沃里克回到加来也被证明是幸运的。他对英吉利海峡的控制使支持约克公爵的宣传在南英格兰流传，一面强调对国王的忠诚，一面诋毁那些极坏的大臣。约克派在海上的主导权使沃里克得以在1460年3月航行到爱尔兰会见理查并在5月返回加来。沃里克对加来的控制甚至影响到伦敦的羊毛贸易。
1459年12月，理查和索尔斯伯里、沃里克的财产被没收，领地被国王收回；他们的继承人不能继承。这是贵族所能遭受的最极端的惩罚。理查现在的处境和1398年的亨利·博林布罗克相似，只有发起一场对英格兰的入侵才能转运。假如成功，理查有三个选择：再次出任护国公；废除国王儿子的继承权让自己将来继位；自己称王。
6月26日，沃里克和索尔斯伯里在桑德维奇登陆。肯特的民众起事加入了他们。7月2日，伦敦开门迎接内维尔家族。内维尔家族北上进入英格兰中部，7月10日在北安普顿战役中利用对方内部的背叛击败了国王的军队，再次俘虏了亨利六世，带回伦敦。
理查仍然在爱尔兰。当他在9月9日来到英格兰时，他表现得像国王一样。他行军时戴着先祖莱奥内尔的纹章，到达伦敦后又展示了皇家纹章。
10月7日召开的议会否决了之前一年的考文垂议会的合法性。10月10日，理查到达伦敦，在宫殿住下。当他进入议会大厅时，他走向王座，把手放在上面，似乎要占有它。他希望在场的贵族们能像1399年拥戴亨利四世一样拥戴他为王。但是，现场沉默了。坎特伯雷大主教托马斯·布尔切问理查为何急于见驾。理查回答：“我不知道在这个王国裡有谁不是等着我来，而是等着国王来。”他专横的回答并没有打动在场的贵族。
第二天，理查以正常的手续根据继承法提出了对王位的要求，但缺乏贵族支持再次导致了他的失败。经过几周的谈判，最终达成了可能达到的最佳结果——《调解法案》，规定理查及其继承人被认可为亨利的继承人。但议会授予理查额外的行政权力，于10月31日任他为威尔士亲王、切斯特伯爵、康沃尔公爵和英格兰护国公。因实际上监禁了国王，理查和沃里克成为了王国实际上的主宰。

## 最后的军事行动和阵亡
与此同时，兰开斯特的忠实支持者在北英格兰集结。因为担心珀西家族的进攻威胁，而玛格丽特王后也正在寻求苏格兰新国王詹姆斯三世的支持，理查和次子拉特兰伯爵埃德蒙以及索尔斯伯里在12月2日北上。12月21日，他们到达了理查的根据地桑德尔城堡，发现情况正在变得更糟。忠于亨利六世的军队控制了约克城，附近的庞特弗拉克特城堡也已落入敌手。兰开斯特军由约克派的一些顽固的敌人指挥，如父亲都在圣奥尔本斯之战中阵亡的索默塞特公爵亨利·博福特、诺森伯兰伯爵亨利·珀西和约翰·克利福德，也包括一些嫉妒理查和索尔斯伯里在北方的财富和影响力的北方领主。
12月30日，理查率军从桑德尔城堡突围。他们决定突围的原因不明；可能是被兰开斯特军所蒙骗，可能是遭到了被理查误信为盟友的北部诸侯的背叛，也可能仅仅是出于理查的毛躁。人数占优的兰开斯特军在韦克菲尔德战役中摧毁了约克军。约克公爵理查阵亡。关于他确切的死因有各种各样的报道：他被摔下马、受了伤、战斗至死或被俘后被给予一顶嘲弄性的灯心草冠再斩首。试图逃跑的拉特兰伯爵埃德蒙被截杀，杀他的可能是在圣奥尔本斯战役中被杀的克利福德男爵托马斯之子第九代男爵约翰。索尔斯伯里虽然逃脱，但当夜即被俘并被处决。

## 纸王冠
理查被葬在庞特弗拉克特，但他的首級被得胜的兰开斯特军挑在长矛上梟首，羞辱性地戴上纸王冠在约克城的米克尔盖特城墙示众。他的遗骸后来被迁移到佛瑟灵海的聖瑪丽與全聖教堂。

## 遗产
约克公爵理查死后几星期内，他存活的子女中的长子爱德华在陶顿战役中对兰开斯特军取得了决定性的胜利，终于成为英格兰国王爱德华四世，建立了约克王朝。在一段偶尔有骚乱的统治后，爱德华于1483年驾崩，由其子12岁的爱德华五世继位，而爱德华五世在86天后又被叔父也是约克公爵理查的小儿子理查即国王理查三世所继。
约克公爵理查的孙子女有爱德华五世和约克的伊丽莎白等。伊丽莎白嫁给都铎王朝的开国之君亨利七世，并成为亨利八世、玛格丽特·都铎、玛丽·都铎的母亲。此后所有的英格兰国王都将是伊丽莎白的后裔，也即理查的后裔。
在文学中，理查出现在莎士比亚的《亨利六世（上）》《亨利六世（中）》《亨利六世（下）》中。
理查是流行记忆法“约克的理查徒劳地挑战”(Richard of York Gave Battle in Vain) 的主角，用以按顺序记忆彩虹的颜色（红橙黄绿青蓝紫）(Red, Orange, Yellow, Green, Blue, Indigo, Violet)。

## 官职
- 法兰西总督（1436年5月8日 – 1437年7月16日，[59]1440年7月2日 – 1445年9月29日米迦勒节）[23]
- 英格兰护国公
- 爱尔兰总督

## 头衔

### 臂章
在约克公爵领地，理查继承他的祖父兰利的埃德蒙的臂章。

## 先祖
理查和一些主要的英格兰贵族家族一样，是英格兰和卡斯蒂利亚王室的后裔。
|  |                                     |  |  |  |  |  |  |  |  |  |  |  |  |  |  |  |
|  | 8. 爱德华三世                       |  |  |  |  |  |  |  |  |  |  |  |  |  |  |  |
|  |                                     |  |  |  |  |  |  |  |  |  |  |  |  |  |  |  |
|  |                                     |  |  |  |  |  |  |  |  |  |  |  |  |  |  |  |
|  | 4. 兰利的埃德蒙，第一代约克公爵     |  |  |  |  |  |  |  |  |  |  |  |  |  |  |  |
|  |                                     |  |  |  |  |  |  |  |  |  |  |  |  |  |  |  |
|  |                                     |  |  |  |  |  |  |  |  |  |  |  |  |  |  |  |
|  | 9. 埃诺的菲莉琶                     |  |  |  |  |  |  |  |  |  |  |  |  |  |  |  |
|  |                                     |  |  |  |  |  |  |  |  |  |  |  |  |  |  |  |
|  |                                     |  |  |  |  |  |  |  |  |  |  |  |  |  |  |  |
|  | 2. 科尼斯伯勒的理查，第三代剑桥伯爵 |  |  |  |  |  |  |  |  |  |  |  |  |  |  |  |
|  |                                     |  |  |  |  |  |  |  |  |  |  |  |  |  |  |  |
|  |                                     |  |  |  |  |  |  |  |  |  |  |  |  |  |  |  |
|  | 10. 佩德罗一世 (卡斯提尔)           |  |  |  |  |  |  |  |  |  |  |  |  |  |  |  |
|  |                                     |  |  |  |  |  |  |  |  |  |  |  |  |  |  |  |
|  |                                     |  |  |  |  |  |  |  |  |  |  |  |  |  |  |  |
|  | 5. 卡斯蒂利亚的伊莎贝拉             |  |  |  |  |  |  |  |  |  |  |  |  |  |  |  |
|  |                                     |  |  |  |  |  |  |  |  |  |  |  |  |  |  |  |
|  |                                     |  |  |  |  |  |  |  |  |  |  |  |  |  |  |  |
|  | 11. 玛丽亚·德·帕迪拉                |  |  |  |  |  |  |  |  |  |  |  |  |  |  |  |
|  |                                     |  |  |  |  |  |  |  |  |  |  |  |  |  |  |  |
|  |                                     |  |  |  |  |  |  |  |  |  |  |  |  |  |  |  |
|  | 1. 理查·金雀花，第三代约克公爵      |  |  |  |  |  |  |  |  |  |  |  |  |  |  |  |
|  |                                     |  |  |  |  |  |  |  |  |  |  |  |  |  |  |  |
|  |                                     |  |  |  |  |  |  |  |  |  |  |  |  |  |  |  |
|  | 12. 埃德蒙·莫蒂默，第三代边疆伯爵   |  |  |  |  |  |  |  |  |  |  |  |  |  |  |  |
|  |                                     |  |  |  |  |  |  |  |  |  |  |  |  |  |  |  |
|  |                                     |  |  |  |  |  |  |  |  |  |  |  |  |  |  |  |
|  | 6. 罗杰·莫蒂默，第四代边疆伯爵      |  |  |  |  |  |  |  |  |  |  |  |  |  |  |  |
|  |                                     |  |  |  |  |  |  |  |  |  |  |  |  |  |  |  |
|  |                                     |  |  |  |  |  |  |  |  |  |  |  |  |  |  |  |
|  | 13. 克拉伦斯的菲莉琶                |  |  |  |  |  |  |  |  |  |  |  |  |  |  |  |
|  |                                     |  |  |  |  |  |  |  |  |  |  |  |  |  |  |  |
|  |                                     |  |  |  |  |  |  |  |  |  |  |  |  |  |  |  |
|  | 3. 安妮·莫蒂默                      |  |  |  |  |  |  |  |  |  |  |  |  |  |  |  |
|  |                                     |  |  |  |  |  |  |  |  |  |  |  |  |  |  |  |
|  |                                     |  |  |  |  |  |  |  |  |  |  |  |  |  |  |  |
|  | 14. 汤玛士·霍兰德，第二代肯特伯爵   |  |  |  |  |  |  |  |  |  |  |  |  |  |  |  |
|  |                                     |  |  |  |  |  |  |  |  |  |  |  |  |  |  |  |
|  |                                     |  |  |  |  |  |  |  |  |  |  |  |  |  |  |  |
|  | 7. 艾蕾诺尔·霍兰德                  |  |  |  |  |  |  |  |  |  |  |  |  |  |  |  |
|  |                                     |  |  |  |  |  |  |  |  |  |  |  |  |  |  |  |
|  |                                     |  |  |  |  |  |  |  |  |  |  |  |  |  |  |  |
|  | 15. 爱丽丝·菲茨亚伦                 |  |  |  |  |  |  |  |  |  |  |  |  |  |  |  |
|  |                                     |  |  |  |  |  |  |  |  |  |  |  |  |  |  |  |
|  |                                     |  |  |  |  |  |  |  |  |  |  |  |  |  |  |  |

## 子女
理查和塞西莉·内维尔的12个子女如下：
1. 约克的安妮（英语：Anne of York, Duchess of Exeter）（1439年8月10日 - 1476年1月14日）。嫁给第三代埃克塞特公爵亨利·霍兰和托馬斯·聖萊傑（英语：Thomas St. Leger）
2. 约克的亨利（1441年2月10日，哈特菲尔德；早夭）。
3. 爱德华四世（1442年4月28日 - 1483年4月9日）。
4. 拉特兰伯爵埃德蒙（英语：Edmund, Earl of Rutland）（1443年5月17日 - 1460年12月31日）。
5. 约克的伊丽莎白（1444年4月22日 - 1503年1月之后），第二代萨福克公爵约翰·德拉波尔的夫人。约翰的前妻是亨利七世的母亲瑪格麗特·博福特郡主，当时他们都才3岁，后来婚姻被取消。
6. 約克的瑪格麗特（1446年5月3日 - 1503年11月23日）。嫁给勃艮第公爵大胆查理。
7. 约克的威廉（1447年7月7日生，早夭）。
8. 约克的约翰（1448年11月7日生，早夭）。
9. 克拉伦斯公爵乔治（1449年10月21日 - 1478年2月18日）。娶沃里克长女伊莎貝拉·內維爾（英语：Isabel Neville, Duchess of Clarence）。他的女儿瑪格麗特·波爾的婆婆是玛格丽特·博福特郡主的同母姐姐。
10. 约克的托马斯（1451年生，早夭）。
11. 理查三世（1452年10月2日 - 1485年8月22日）。娶沃里克次女安妮·内维尔。
12. 约克的乌尔苏拉（1455年7月22日生，早夭）。

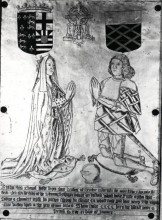
约克的安妮和丈夫托马斯·圣莱杰
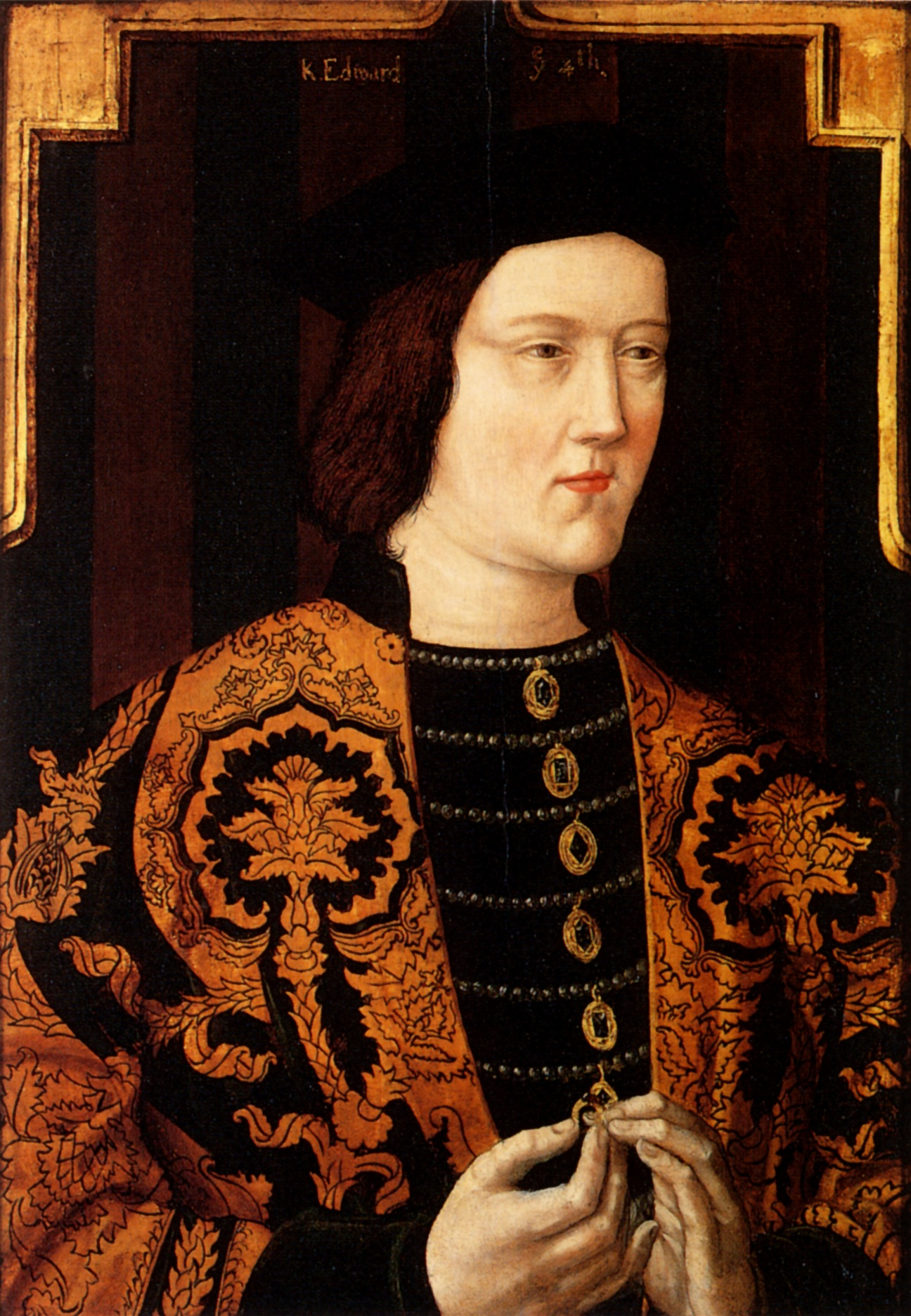
爱德华四世
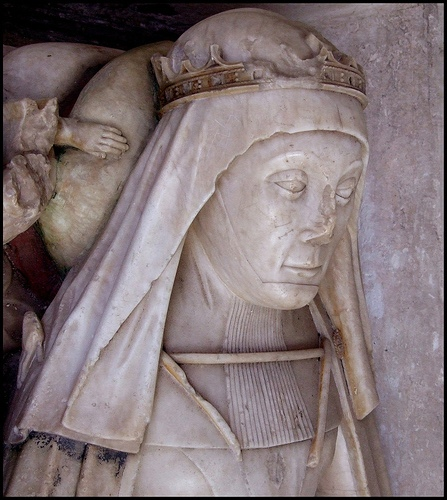
约克的伊丽莎白
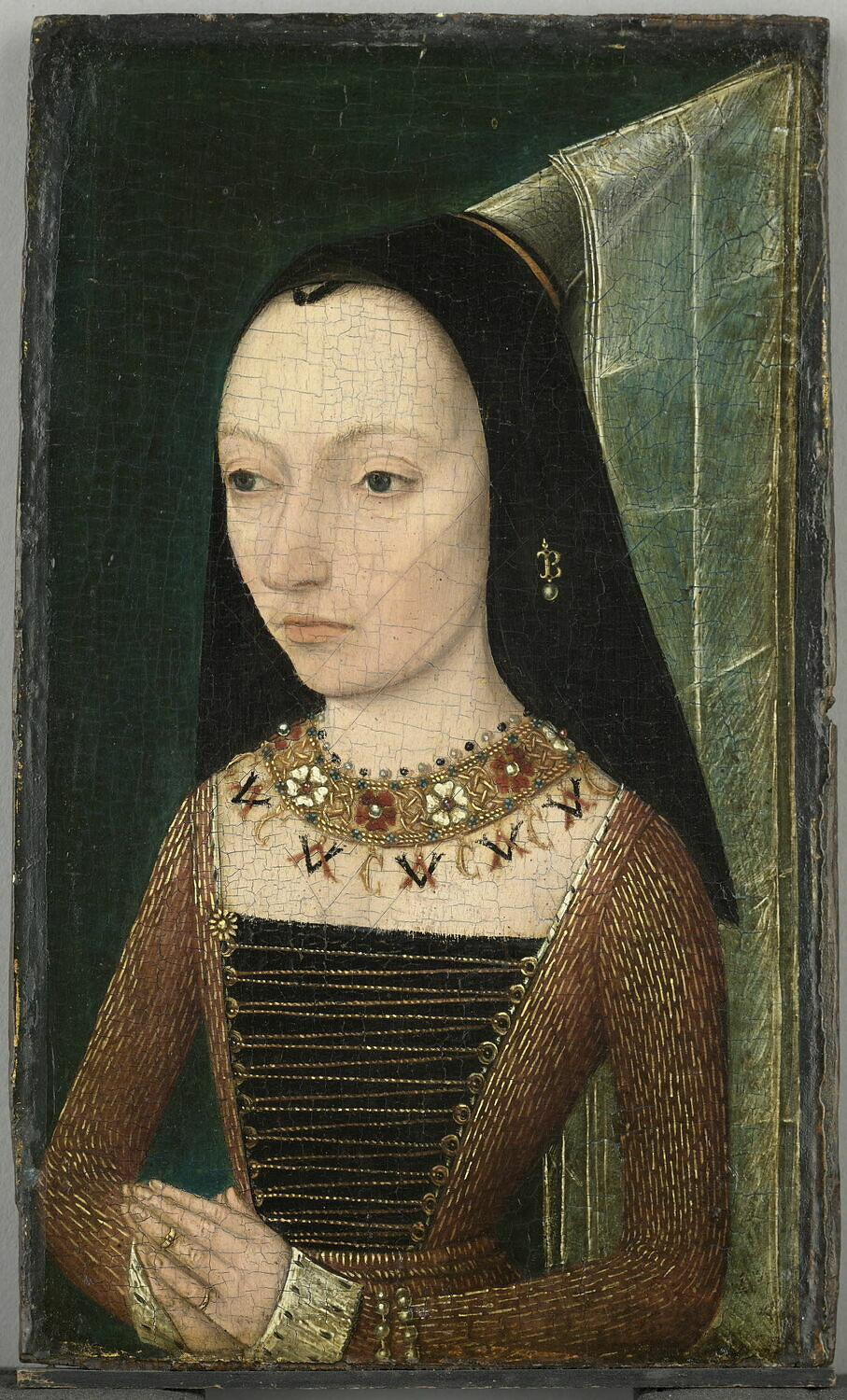
约克的玛格丽特
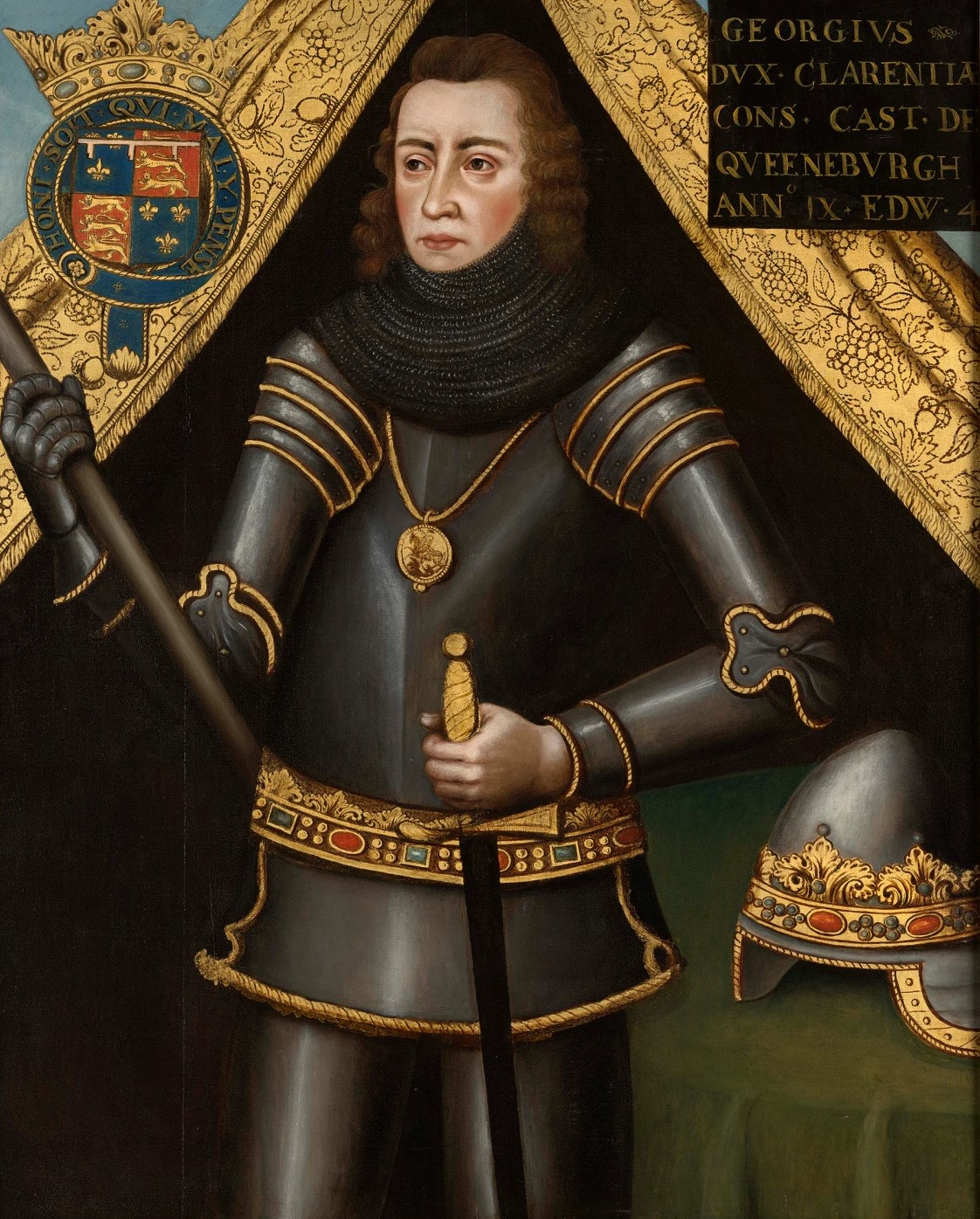
克拉伦斯公爵乔治
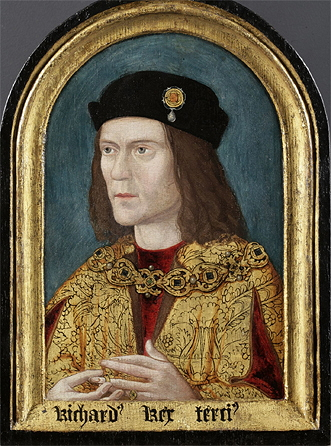
理查三世

## 延伸阅读
- Curtis, Edmund. . Journal of the Royal Society of Antiquaries of Ireland. 7th series. 1932, 2 (2): 158–186. ISSN 0035-9106. JSTOR 25513645.
- Flaherty, W. . Oxford and London: James Parker and co. 1876.
- Gairdner, J. . H. Chisholm  (编).  28. Cambridge University Press. 1911.
- Griffiths, R.A. . Journal of Medieval History. 1975, 1 (2): 187–209. doi:10.1016/0304-4181(75)90023-8.
- Haigh, P. . Sutton Publishing. 1997. ISBN 978-0-7509-1342-3.
- Hilliam, David.  new revised. The History Press. 17 June 2004. ISBN 978-0-7509-3553-1.
- Johnson, Paul A.  (学位论文). University of Oxford. 1981. OCLC 556555037.
- Jones, Michael K. . English Historical Review. 1989, 104 (411): 285–307. JSTOR 571736. doi:10.1093/ehr/CIV.CCCCXI.285.
- Kingsford, C. . H. Chisholm  (编).  28. Cambridge University Press. 1911.
- Lewis, Matthew. . Stroud: Amberley Publishing. 2016 (15 April 2016). ISBN 978-1-4456-4744-9.
- Low, S.; Pulling, F. (编). . . Cassell. 1910.
- Pugh, T.B. . J.G. Rowe  (编). . University of Toronto Press. 1986: 107–141. ISBN 978-0-8020-5695-5.
- Pugh, T.B. [*hDY4lLAtjXoC - 搜索 Google 圖書 ] 请检查|chapter-url=值 (帮助). M.A. Hicks  (编). . The Fifteenth Century 2. Woodbridge: Boydell Press. 2001: 71–88. ISBN 978-0-85115-832-7.
- Watts, J.L. . Cambridge University Press. 1996. ISBN 978-0-521-42039-6.
- Webb, Alfred. A Compendium of Irish Biography. 维基文库. Dublin: M. H. Gill & son. 1878: p. 575
- Weir, A. . 1996. First published in 1995 as Lancaster & York.[]